# 加比·阿佩尔
加比·阿佩尔（德語：Gaby Appel，1958年1月17日—），德国女子曲棍球运动员。她曾代表西德参加1984年和1988年夏季奥林匹克运动会曲棍球比赛，其中1984年奥运会获得一枚银牌。